# Eugenia involucrata
A cereja-do-Rio-Grande ou cerejeira (Eugenia involucrata DC.; Myrtaceae) é uma árvore frutífera brasileira. sua distribuição se dá também na Argentina, Uruguai e no Paraguai. Seu epiteto, involucrata, é atribuído à coroa de sépalas na extremidade dos frutos que sugerem seu invólucro.
A ocorrência da espécie se dá no Bioma Mata Atlantica, mais especificamente nos ecossistemas de Florestas Ómbrofila Densa, Estacional Semidecidual e Ombrófila Mista, podendo ser encontrada desde o estado do Rio de Janeiro até o Rio Grande do Sul. Se desenvolve principalmente em áreas de sucessão secundária, e os climas que proporcionam melhor condição de desenvolvimento são os tropicais e subtropicais.
A espécie foi descrita pelo botânico suíço Augustin Pyrame de Candolle no ano de 1828.
Morfologia
É uma espécie arbórea que pode atingir entre cinco a 15 metros de altura (Figura 3), seu tronco tem característica escamante e sua cor é alternada entre o cinza-amarronzado e o verde.  O diâmetro do tronco é variável de acordo com a idade da planta, e os frutos se desenvolvem em ramos finos na ponta dos galhos
A folhagem é persistente, com folhas simples, glabras e opostas, medindo de 5 a 9 cm de comprimento por 2 a 3 cm de largura, com face superior verde-escuro e brilhosa. Apresenta caráter heliófilo, podendo ser utilizada nas fases iniciais da restauração de áreas degradadas ou em pomares comerciais.
Suas flores são hermafroditas e podem ser observadas em diferentes períodos de maturação em uma mesma inflorescência. As flores podem ocorrer isoladas ou em grupos nas axilas foliares, essas apresentam quatro pétalas brancas e cerca de 60 a 100 estames.
Sua floração é sazonal, e comumente o início da floração se dá na primavera, com todas as fases da floração concentradas no período de junho a setembro com picos nos períodos de menor precipitação. Já em Santa Catarina a floração se dá de setembro a novembro, e a maturação dos frutos se dá início de novembro podendo se estender até a segunda semana de dezembro, sendo que os eventos de frutificação ocorrem no início do período das chuvas.
A E. involucrata coincide com outras espécies de Eugenia (uniflora, florida, myrcianthes, etc) que também florescem no período de menor precipitação, frutificando no período de maior concentração de chuvas.
Biologia Reprodutiva
A E. involucrata é uma espécie autógama, e o principal agente de polinização são os insetos, com destaque para as abelhas, sendo que a visitação se dá principalmente nas primeiras horas da manhã e no final da tarde. Outros insetos também contribuem para a polinização da espécie, entretanto, as abelhas são proeminentes.
Os estádios fenológicos reprodutivos foram determinados em nove fases, que correspondem: a) Indução floral, b) Botão floral, c) Início da abertura da flor, d) Antese, e) Curvatura dos estigmas e queda dos estames, f) Formação do fruto com queda das pétalas (Figura 5), g) Fruto maduro, h) Sementes, i) Ramos com frutos, respectivamente.
```
É interessante conhecer os estádios de desenvolvimento, pois essas características interferem na biologia das populações, com implicações diretas no fluxo gênico e na fauna associada que atua, polinizando, predando ou dispersando a espécie. Segundo Rego, et al (b), 2006, “O conhecimento dos padrões fenológicos pode ser usado para o entendimento da ecologia de ecossistemas.”
```

A dispersão das sementes se dá majoritariamente de forma zoocórica, principalmente através das aves, com especial destaque para o Turdus rufiventris (sabiá-laranjeira), embora também atraia Euphonia violácea (gaturamo), Pitangus sulfurathus (bem-te-vi), diversas espécies da família Fringillidae e do gênero Thraupis, etc.
Aspectos morfológicos e físico químicos dos frutos
Os frutos tem polpa comestível, agridoce, e suculenta. Tem comprimento médio de 2 a 4 cm, diâmetro médio entre 1,3 e 2,7 cm, com ocorrência média de duas sementes por fruto. Os frutos têm coloração negro-violácea característica (Figura 6), com diferença da época do início do desenvolvimento dependendo das condições climáticas e ambientais da região. A média de tempo para desenvolvimento dos frutos é de 43 dias.
Propagação da E. involucrata
A propagação da espécie é normalmente efetuada por via seminífera, entretanto quando utilizadas sementes essas devem ser imediatamente semeadas, pois a redução do teor de umidade reduz também a viabilidade das sementes, como demonstrado por Lorenzi (2002), onde as sementes armazenadas por mais de 30 dias apresentaram baixo poder germinativo, no trabalho de Alegretti, et al. (2015) a redução foi de 35%, e comparativamente  observou-se menor redução do que os trabalhos de Maluf, et al (2003), e Pirola (2013), onde após 30 dias ocorreu redução de cerca de 60% e de 88% respectivamente.
A espécie também pode ser propagada de forma assexuada através de estaquia e enxertia, entretanto essas técnicas não apresentaram resultados satisfatórios de enraizamento e fixação.  Já Carvalho (2009) determina que a propagação da espécie se dá, além do método de semeadura, através de mergulhia, a qual requer especial cuidado, visto que a planta tem porte ereto o que dificulta o processo de dobrar os ramos até o solo para enterra-los. Nesse método o enraizamento leva cerca de seis meses, mas assim que enraíza e inicia o brotamento pode ser iniciada a separação da planta mãe. A técnica de propagação por alporquia, foi testada também, sem entretanto alcançar taxas adequadas de enraizamento, de modo que esse método não é recomendável nas condições do experimento realizado.
***Reprodução fiel da monografia de WAGNER, J. G 2017.
Sinonímia: Cerejeira, cerejeira-do-mato, cereja, cerejeira-da-terra, cereja-do-rio-grande.